# Even in Arcadia
Even in Arcadia (с англ. — «Даже в Аркадии») — четвёртый студийный альбом анонимной британской рок-группы Sleep Token, изданный 9 мая 2025 года лейблом RCA Records. Альбом привлёк значительное внимание прессы благодаря нестандартной маркетинговой кампании, в рамках которой метеоролог на телеканале WRAL в Северной Каролине давал подсказки о дате выхода и синглах альбома. Все три сингла альбома («Emergence», «Caramel» и «Damocles») заняли первое место в британском рок-чарте UK Rock & Metal.
Альбом получил положительные отзывы критиков и дебютировал на первом месте в чартах Австралии, Австрии, Великобритании, Нидерландов, Новой Зеландии, США и Шотландии.

## История
18 февраля 2025 года Sleep Token создали свой первый официальный аккаунт в TikTok, а к первому посту прикрепили подпись с загадочным сайтом под названием «Show Me How to Dance Forever». Веб-сайт был выполнен в цветочно-розово-серых тонах среди архитектуры раннего ампира, а по экрану были разбросаны случайные буквы, которые нужно было вводить в определённой последовательности. Поклонники группы обнаружили в исходном коде сайта схему, изображающую арку и координаты места, которое вело к памятнику пастуху 18 века на территории Шугборо-Холла в Стаффордшире, Англия, под зеркальным изображением картины французского художника Николя Пуссена (1637—1638) «Пастухи Аркадии» (Et in Arcadia ego, где утопическая Аркадия это некое идиллическое пространств, где якобы никто не умирал). Надпись на памятнике — это неразгаданный шифр надписи Шугборо, который, как выяснилось, был правильно расположен на сайте. После того как пользователи ввели его правильно, на экране появился чёрный фламинго, и им было предложено указать свой адрес электронной почты. Пользователей приветствовали сообщением «С благодарностью», а затем отправляли письмо с заголовком «BEHOLD, A DIVIDE», где предлагались два варианта: «House Veridian» и «Feathered Host», каждый из которых имел свой логотип и цветовую схему. Обе ссылки на изображения, если по ним перейти, вели на веб-сайт группы с товарами. Затем отправлялось второе письмо, в котором пользователь оказывался в «доме» того, на чью ссылку он первоначально перешёл.
26 февраля 2025 года было разослано ещё одно письмо со ссылками на два вновь созданных аккаунта в Instagram, каждый из которых представлял House Veridian (Дом Веридиан) и Feathered Host (Пернатого Хозяина). В обоих аккаунтах были размещены изображения идентичных нот. Позднее выяснилось, что в версии House Veridian ноты содержат латинские слова septuagesimus и secundus, что переводится как «72-й», и каждое слово размещено на 3-м и 13-м тактах нот. Это навело фанатов на мысль, что что-то произойдёт в 72-й день года, что также соответствует дате 13/3 или 13 марта, которая также совпала с лунным затмением 14 марта 2025 года.
7 марта 2025 года Sleep Token официально представили новый материал на своей официальной странице в Instagram, а также на Instagram-аккаунтах двух домов, изобразив чёрного фламинго в окружении цветов на фоне старой, похожей на готику архитектуры с надписью «Приготовьтесь к новому предложению» и ссылкой для предварительного сохранения песни на стриминговых сервисах. В тот же день каждый из Instagram-аккаунтов дома поделился фрагментом азбуки Морзе, оба из которых указывают на координаты места, расположенного неподалёку друг от друга в Обсерватории Гриффита в Лос-Анджелесе (штат Калифорния). Фанаты, которые следили за этим и посещали эти места, находили QR-коды с логотипом каждого дома. Эти QR-коды сканировались как слова «Кровь» и «Луна», а в активах каждого из них было указано число, которое при вводе в качестве шифра раскрывало слово «EMERGENCE».
10 марта 2025 года музыкальные заведения/арены по всей территории США начали менять свои фотографии в профилях социальных сетей на один из логотипов двух домов. В то же время по США начали появляться рекламные щиты с новой эстетикой, найденной на сайте, со строкой «Ты долго ждал меня?», а затем эти музыкальные заведения начали размещать тизерные ролики с той же строкой. Это заставило фанатов поверить, что вот-вот будет объявлен новый тур.

## Релиз и синглы
13 марта 2025 года Sleep Token анонсировали свой четвёртый студийный альбом под названием Even in Arcadia, который должен выйти 9 мая 2025 года. Одновременно они выпустили свой первый сингл из альбома под названием «Emergence», доступный на всех стриминговых сервисах. Был объявлен новый тур по Соединённым Штатам с подтверждёнными датами и запущен новый веб-сайт с новыми товарами, доступными для предварительного заказа.
В это время метеоролог Крис Майклс, работающий утренним метеорологом на телеканале WRAL-TV (Северная Каролина, США) и известный тем, что тонко вставляет в свои телерепортажи тексты песен хэви-метал групп, выложил в Instagram ролик с логотипом Sleep Token на экране позади себя, с играющим «Emergence» и подписью: «Готовимся. 3/29». Вслед за этим он опубликовал ещё один тизер, в котором попросил нас «приготовиться» к его репортажу и сообщил, что кое-что «готовится позже на этой неделе». На экране позади него были показаны различные города региона с надписью «Вот, подношение» в верхней части. В некоторых городах не хватало символов, и фанаты быстро сообразили, что из недостающих букв получается слово «КАРАМЕЛЬ», а затем догадались, что пример пиролиза сахара приводит к образованию карамели. Спустя несколько дней официальные Instagram-аккаунты Sleep Token и House поделились новым роликом, очень похожим на тот, в котором тизерилась «Emergence», на этот раз с чёрным фламинго, гуляющим внутри одного из зданий в эстетике сада Аркадии, с сообщением: «Prepare. Caramel. 4/4» (Приготовься. Caramel. 4/4). Вслед за этим тизером все стриминговые сервисы показали, что «Caramel» — это трек 5 из нового альбома, подтвердив, что это второй сингл альбома.
4 апреля 2025 года Sleep Token официально выпустили свой второй сингл из альбома, «Caramel», на всех стриминговых сервисах. Песня стала самым популярным синглом группы во многих странах по всему миру, что сделало её самым успешным релизом на сегодняшний день. Впервые Vessel поёт не с места, связанного с легендой и историей, которую он создавали годами, а с очень личной точки зрения человека, стоящего за маской. Подчёркивается стресс, который испытывают участники группы в личной жизни, пытаясь сохранить анонимность в то время, как они добиваются известности. В этой песне Vessel признаёт, что, оглядываясь назад, такого исхода следовало ожидать, и что даже несмотря на недостатки славы, они по-прежнему любят создавать и исполнять своё искусство. Во время глобального отсчёта премьеры на YouTube символы Feathered Host и House Veridian мигали, создавая двоичный код. Фанаты расшифровали этот код как «DAMOCLES», который в итоге стал третьим синглом.
16 апреля 2025 года Sleep Token устроили головоломку через Spotify, обновив канву Emergence до первых 5 треков, используя только буквы в Emergence и Caramel. Через 2 часа после того, как головоломка была найдена, треклист был подтверждён Spotify в Instagram. На следующий день «Caramel» получил аналогичную обработку, но для последних 5 треков альбома.
25 апреля 2025 года Sleep Token выпустили третий сингл, «Damocles», на всех стриминговых сервисах. В тексте песни исследуется влияние роста славы группы на Vessel.
Все три сингла («Emergence», «Caramel» и «Damocles») заняли первое место в британском рок-чарте UK Rock & Metal.

## Отзывы
| Совокупная оценка | Совокупная оценка |
| Источник          | Оценка            |
| ----------------- | ----------------- |
| AnyDecentMusic?   | 6.4/10            |
| Metacritic        | 64/100            |
| Оценки критиков   |                   |
| Источник          | Оценка            |
| The Arts Desk     | [ 17 ]            |
| AllMusic          | [ 18 ]            |
| Clash             | 8/10              |
| Dork              | 4/5               |
| Kerrang!          | 4/5               |
| NME               | [ 22 ]            |
| Pitchfork         | 2.3/10            |
| Rolling Stone     | [ 24 ]            |
| Sputnikmusic      | 1.5/5             |

Even in Arcadia был встречен в целом положительными отзывами. На сайте Metacritic, который присваивает оценку из 100 баллов рецензиям профессиональных изданий, альбом получил средневзвешенный балл 75, основанный на семи рецензиях, которые сайт классифицировал как «в целом благоприятный» приём.
Нил З. Йенг из AllMusic дал положительную рецензию Even in Arcadia, похвалив группу за то, что в альбом вошло множество различных «стилей». Он назвал трек «Caramel» выделяющимся в альбоме, а сам альбом — «упорядоченной эволюцией их устоявшегося звучания». Сьюзан Хансен, написавшая рецензию для Clash, отметила, что альбом «захватывает дух» и что группа исследует в нём «неиспользованную жанровую территорию». В конце своей рецензии Хансен заявила, что «мастерство Sleep Token в построении музыкальных загадок совершенно бесшовное и непрерывное, и Even in Arcadia не является исключением. Это уникальный коммерческий и художественный актив, которому невозможно научиться. Если уж на то пошло, то в этом проекте они подняли качество на новый уровень, с утончённостью, которую может наблюдать каждый». Эмма Уилкс из Kerrang! написала в целом положительную рецензию, заявив, что «мелкие недочёты альбома легко затмеваются высотой его вершин». Под «мелкими недочётами» Уилкс подразумевает трек «Past Self», который она описывает как «воздушный синти- и драм-машинный поп», который «немного шатается». Риши Шах из New Musical Express высоко оценил альбом, заявив, что он «разбивает в пух и прах любое давление ожиданий, опираясь на смелость своего предшественника в звуковом плане, а его тексты показывают самую открытую версию Vessel, которую мы ещё видели». От Эдема до Аркадии — и дальше — пусть поклонение продолжается".
Напротив, альбом был раскритикован Эли Энисом из Pitchfork, который описал его как «гладкий, плоский, без острых углов и совершенно лишенный динамики, несмотря на многочисленные попытки перейти от хриплых баллад к сокрушительным брейкдаунам». Редакционный рецензент Sputnikmusic был более критичен к альбому, критикуя его тексты и описывая альбом как «вероятно, лучшую и худшую работу группы на данный момент». Далее рецензент заявил, что «Sleep Token окончательно доказали, что они совершенно некомпетентные авторы песен, и всё здесь почти оскорбительно скучно». Аналогично, Эли Энис из Pitchfork написал, что «Even in Arcadia — это металлический альбом, созданный музыкантами, которые, кажется, окаменели от фундаментальных удовольствий металла — криков, брейкдаунов, насилия, риффов, возбуждения, экзальтации. Вместо этого дебютник Sleep Token на крупном лейбле предлагает в основном дезинфицированный поп-рэп со всей сексуальной живостью собаки Друпи. Их неуклюжая композиция из обычного поп-музыки и модного металкора одновременно и сентиментальна, и скучна: пустая пустошь, где радость, волнение и интрига — чувства, которые должны вызывать хороший метал и поп, — уходят на покой».

## Список композиций
Все тексты написаны Vessel, вся музыка написана Vessel и II, кроме  указанных.
| №                   | Название            | Музыка              | Длительность |
| ------------------- | ------------------- | ------------------- | ------------ |
| 1.                  | «Look to Windward»  |                     | 7:46         |
| 2.                  | «Emergence»         |                     | 6:26         |
| 3.                  | «Past Self»         | Vessel              | 3:34         |
| 4.                  | «Dangerous»         |                     | 4:11         |
| 5.                  | «Caramel»           |                     | 4:50         |
| 6.                  | «Even in Arcadia»   | Vessel              | 4:28         |
| 7.                  | «Provider»          |                     | 6:05         |
| 8.                  | «Damocles»          |                     | 4:25         |
| 9.                  | «Gethsemane»        |                     | 6:23         |
| 10.                 | «Infinite Baths»    |                     | 8:23         |
| Общая длительность: | Общая длительность: | Общая длительность: | 56:30        |

## Чарты
| Чарт (2025)                                        | Высшая позиция |
| -------------------------------------------------- | -------------- |
| Австралия (ARIA)                                   | 1              |
| Австрия (Ö3 Austria)                               | 1              |
| Бельгия/Фландрия (Ultratop)                        | 1              |
| Бельгия/Валлония (Ultratop)                        | 4              |
| Канада Canadian Albums (Billboard)                 | 1              |
| Дания (Hitlisten)                                  | 8              |
| Нидерланды (Album Top 100)                         | 1              |
| Финляндия (Suomen virallinen lista)                | 5              |
| Франция (SNEP)                                     | 18             |
| Франция (Rock & Metal Albums, SNEP)                | 2              |
| Германия (Offizielle Top 100)                      | 1              |
| Германия (Rock & Metal Albums, Offizielle Top 100) | 1              |
| Венгрия (MAHASZ)                                   | 3              |
| Ирландия (Irish Albums Chart)                      | 3              |
| Исландия (Tónlistinn)                              | 8              |
| Италия (FIMI)                                      | 15             |
| Литва (AGATA)                                      | 16             |
| Новая Зеландия (RMNZ)                              | 1              |
| Норвегия (VG-lista)                                | 6              |
| Шотландия (Scottish Albums Chart)                  | 1              |
| Швеция (Sverigetopplistan)                         | 4              |
| Швеция (Hard Rock Albums, Sverigetopplistan)       | 2              |
| Швейцария (Schweizer Hitparade)                    | 2              |
| Великобритания (UK Albums Chart)                   | 1              |
| Великобритания (UK Rock & Metal Albums Chart)      | 1              |
| США (Billboard 200)                                | 1              |
| США (Top Rock & Alternative Albums, Billboard)     | 1              |